# Ягодє
Ягодє (словен. Jagodje, італ. Valleggia) — поселення на узбережжі Адріатичного моря в общині Ізола, Регіон Обално-крашка, Словенія. Висота над рівнем моря: 28,5 м.